# Болонкін Олександр Олександрович
Олександр Олександрович Болонкін (14 березня 1933 , Перм, Уральська область  — 20 грудня 2020 ) — радянський інженер-конструктор, математик, доктор технічних наук (не був затверджений ВАКом), заарештований за розповсюдження самвидаву, провів у таборах і засланні 15 років, емігрував до США, працював у підрозділі NASA, читав лекції в різних американських університетах.

## Біографія
Народився 14 березня 1933 року в місті Пермі. Його мати Ольга Дмитрівна, уроджена Верьовкіна (1894—?) першим шлюбом була одружена з Василем Болонкіним, з ним у неї народилася дочка Анна (1919—?). Шлюб з батьком Олександра, Олександром Васильєвим, не був зареєстрований, тому він носив прізвище першого чоловіка матері. Свого батька А. А. Болонкін не знав, той був військовим і загинув, коли Олександр був геть малий. Мати працювала прибиральницею, сім'я жила дуже важко.

### Наукова кар'єра в СРСР
Під час навчання в школі захоплювався авіамоделізмом. У 1958 році закінчив Казанський авіаційний інститут і був направлений на роботу в Дослідно-конструкторське бюро О. К. Антонова в Київ. Закінчив працювати там на посаді провідного інженера-рахувальника льотних даних. Брав участь у створенні літаків АН-8, АН-124 та інших. Закінчив заочно механіко-математичний факультет Київського університету, потім навчався в заочній аспірантурі Московського авіаційного інституту.
В 1962 році опублікував у видавництві ДОСААФ науково-популярну книгу з авиамоделювання «Теорія польоту літаючих моделей».
У 1964 році під керівництвом В. В. Остославського успішно захистив дисертацію на здобуття ступеня кандидата фізико-математичних наук. Перейшов на роботу в Дослідно-конструкторське бюро ракетних двигунів академіка В. П. Глушко. Викладав у Московському авіаційному інституті, Московському авіаційному технологічному інституті, МВТУ їм. Баумана. Автор низки наукових публікацій, в тому числі «Принцип розширення та умови Якобі варіаційного числення» («Доповіді АН УРСР», 1964), «Про розв'язності крайових задач оптимального керування» («Труди Академії ім. Н. Е. Жуковського», 1966), «Імпульсні рішення в задачах оптимального керування» («Праці Сибірського відділення АН РСР», 1967).
16 листопада 1971 року захистив дисертацію на здобуття ступеня доктора технічних наук (тема «Нові методи оптимізації та їх застосування в задачах динаміки керованих систем»), вона так і не була затверджена ВАКом. У 1972 році працював доцентом кафедри вищої математики МАТИ.

### Дисидентство

#### Перший арешт, слідство і суд
У 1970 році Болонкін познайомився з Юрієм Юхновцем, почав читати самвидавську літературу і займатися розмноженням виданих за кордоном книг. Для цього спочатку використовувалося просте перефотографування, а потім був сконструйований і зібраний домашній розмножувальний апарат. Болонкін і його оточення копіювали і поширювали «Хроніку поточних подій», журнал «Демократ», книги А. Марченко, А. Амальріка, листівки за підписом «Громадянський комітет». Вони самостійно перевели і розмножили перші дві глави книги Роберта Конквеста «Великий терор». За спогадами В. А. Шаклеїна, організація мала назву «Просвітницьке товариство». При прийомі майбутні члени повинні були погодитися з 8 принципами його існування. Особливе значення для розвитку суспільства та розширення його діяльності мав винахід Болонкіним в 1970 році розмножувального пристосування з «восковками». Воно дозволяло розмножувати до 150 примірників документів «за один день». За 5 років існування з 1967 по 1972 рр. Товариство размножило і розіслало «валізами та рюкзаками», а з неповною інформацією КДБ, близько 264 самвидавних документів приблизно в 12-15 міст СРСР, у тому числі в Ленінград, Іжевськ, Чусовий, Липецьк, Майкоп, Київ, Іваново, Кострому, Нарву, Краснодар та інші міста.
В кінці 1972 і початку 1973 років були заарештовані 8 членів товариства. Арешти почалися з 27 серпня, в цей день проведено обшук і заарештований Юрій Юхновець. 21 вересня 1972 року арештований Болонкін, на наступний день арештований викладач Московського металургійного технікуму Валерій Іванович Балакірєв і Георгій Давидов. 25 вересня арештовані Сергій Зоря і В. Рибалко, 28 вересня — Володимир Шаклеїн і 5 лютого 1973 року — В'ячеслав Петров в Ленінграді. Справу цієї групи вів слідчий УКДБ по Москві і Московській області А. В. Трофімов. Болонкін під час слідства перебував у Лефортовській в'язниці.
Не пізніше жовтня 1972 року Юрій Юхновець почав давати свідчення, за його свідченнями проведено обшук і допитаний колишній політв'язень Віктор Кузнєцов. У січні 1973 році із заарештованих у справі цієї групи звільнений Сергій Зоря. В травні 1973 року звільнений Юрій Юхновець, при цьому визнано у рамках цієї справи неосудним, але дієздатним (тобто він не може нести за свої дії кримінальної відповідальності, але може давати свідчення).
Справа Р. В. Давидова і В. В. Петрова була виділена в окреме провадження, їх судили за ст. 70 частина 1 КК РРФСР 10-16 липня 1973 року в Ленінграді на колегії Ленгорсуда під головуванням судді Карлова. 16 липня в зал суду був доставлений А. А. Болонкін. Він відмовився від свідчень, даних ним на досудовому слідстві під тиском («Все, що завгодно, підпишеш, коли тебе шантажують»), але визнав, що неодноразово передавав Давидову від «москвичів» і «москвичам» від нього папки, зміст яких, однак, йому був невідомий: «Мене просили, я передав, що було всередині, не знаю. Я не КДБ і не роблю обшуки в чужих речах». Давидову інкриміновано поширення самвидавницької статті Болонкіна «Порівняння життєвого рівня трудящих царської Росії, СРСР і передових капіталістичних країн». З приводу цієї роботи Болонкін пояснив, що сенс її полягав у вибірці достовірних статистичних даних, взятих з більш ніж ста офіційних джерел. У підсумку Давидов був засуджений до 5 років ВТТ суворого режиму з подальшим засланням на 2 роки, Петров до 3 років ВТТ суворого режиму з подальшим засланням на 2 роки.
З 19 по 23 листопада в Мосміськсуді проходив процес, на якому з усієї групи за статтею 70 КК РРФСР судили тільки двох — Болонкіна і Балакірєва. Болонкін знову відмовився від свідчень про себе і своїх знайомих, даних на попередньому слідстві. На суді він винним себе не визнав і зажадав допустити в зал суду академіка Сахарова А. Д., який прийшов на суд, щоб морально підтримати підсудних. Валерій Балакірєв засудив свою дисидентську діяльність. Свідчення на суді дали близько 20 осіб, у тому числі заарештовані у цій же справі, але випущені Юхновець та Зоря. А. А. Болонкін був засуджений до 4 років таборів і 2 років заслання, а Балакірєв до умовного терміну 5 років.
Висловлювалася думка, що процеси по справі «Просвітницького товариства» ініціювали постанову ЦК КПРС від 5 червня 1974 року «Про роботу в Московському вищому технічному училищі імені М. Е. Баумана та Саратовському державному університеті імені М. Р. Чернишевського по підвищенню ідейно-теоретичного рівня викладання суспільних наук».

#### Табір, заслання і другий арешт
Болонкін в лютому 1974 року етапований в табір для політичних в'язнів на станції Потьма в Мордовській АРСР. Перебував у табвідділенні в селищі Озерне. Працював у пошивочном цеху, шив рукавиці. Переведений у табір у селищі Лісовому. Брав участь у протестах, голодуваннях і ув'язнених. Переведений в штрафний ізолятор (ШІЗО), потім в приміщення камерного типу (ПКТ).
В кінці 1975 року переведений до табору в селищі Барашево. Перебував в ув'язненні у внутрилагерной в'язниці. Етапований у Східну Сибір через Потьминскую, Челябінську, Новосибірську, Іркутську і Улан-Уденську пересильні в'язниці.
У жовтні 1976 року вийшов з ув'язнення, відправлений для відбування заслання в селище Багдарин Бурятської АРСР. Влаштувався різноробочим до маркшейдера в геологорозвідувальну партію, підробляв ремонтом побутової техніки. Переведений на роботу вантажником. Перебуваючи в засланні, продовжував займатися винахідництвом, наприклад, за словами одного полковника МВС винайшов лічильник витрати води.
У березні 1977 року почав писати спогади «Звичайний комунізм», тоді ж влаштувався на роботу майстром з ремонту електроприладів на побуткомбінат. Працюючи в майстерні і за договорами із замовниками, у позаслужбовий час іноді робив ремонт радіоапаратури за окрему плату. Ці дії стали приводом для звинувачення в розкраданні державного майна.
20 квітня 1978 року, за 26 днів до кінця дворічного заслання, Болонкіна знову заарештували. 6 травня його в наручниках привезли на літаку з селища Багдарин в Улан-Уде і помістили в камеру № 74 слідчого ізолятора № 2/1. Там протягом двох тижнів його жодного разу не допитали, але 15 травня підслідний Решетніков побив Болонкіна, давши зрозуміти, що діє за завданням. 21 травня Болонкіна знову етапували в Багдарин. 30 травня знову привезли в Улан-Уде і помістили в ту ж камеру. 2 червня перебував в одній камері з Болонкіним зек Олейчик, який оголосив, що начальник оперчастини дав йому спецзавдання і нагородив пляшкою горілки. Напившись, Олейчик почав бити Болонкіна, погрожуючи вбивством і зґвалтуванням. Він вимагав, щоб Болонкін визнав себе винним і дав свідчення, яких від нього домагаються слідчі. 3 червня Болонкін написав заяву про переслідування Генеральному прокурору. 23 червня до Генерального Прокурора СРСР із проханням про втручання звернувся Ю. А. Шиханович. 26 липня з прокуратури Бурятської АРСР Шихановичу відповіли, що «В діях слідчого Александрова Б. Ф. порушень законності при розслідуванні кримінальної справи щодо Болонкіна допущено не було, а факти переслідування Болонкіна співкамерниками не підтвердилися».
4 серпня народний суд Єравнинського району в селищі Багдарин розглянув справу Болонкіна, який обвинувачувався за ст. 92 ч. 2 («Розкрадання державного… майна, вчинене шляхом присвоєння… або шляхом зловживання службовим становищем»), ст. 147 ч. 2 («Шахрайство»), ст. 156 ч. 1 («Обман замовників») і ст. 175 («службове підроблення») КК РРФСР. Болонкін на суді, як і на попередньому слідстві, категорично заперечував свою провину. У нього відібрали кодекси та виписки зі справи. В ході суду одна стаття КК була перекваліфікована, інша — знята. Суд засудив Болонкіна за ст. 93 ч. 2, ст. 147 ч. 2 і ст. 156 ч. 1 до 3 років таборів суворого режиму і виплаті 1340 «викрадених» рублів.
31 жовтня Болонкін доставлений в табір в Іркутську область, де мав був працювати на лісоповалі. Потрапив в табірну лікарню. Наприкінці листопада його перевели в інший табір у селищі Південний (в околицях Улан-Уде), установа ОВ-94/2-Б.
У 1980 році, перебуваючи в селищі Південний Бурятської АСССР, пустив у самвидав звернення «До всіх людей доброї волі», а в 1981 звідти ж поширював «Пам'ятку родичів політв'язнів».

#### Загроза третього терміну
10 квітня 1981 року за десять днів до закінчення другого терміну Болонкіну пред'явили звинувачення за ст. 70 ч. 2 КК РРФСР. 30 квітня на його захист виступила Московська гельсінкська група, прийнявши документ «Ув*язнення Олександра Болонкіна стає безстроковим». 3 травня А. Д. Сахаров опублікував «Звернення на захист Олександра Болонкіна», адресоване математикам, колегам Болонкіна, по всьому світу.
5 вересня 1981 по справі Болонкіна пройшли обшуки в Москві у Ю. Шихановича, Н. Лісовської і А. Романової. За словами самого А. А. Болонкіна, в січні 1982 року співробітники КДБ його поставили перед вибором «отримати 15 років або публічно „покаятися“».
7 квітня 1982 року Болонкін виступив з «покаянням» по телебаченню. За словами анонімного інформатора «Хроніки поточних подій», текст виступу Болонкін отримав за 5 хвилин до запису на телебаченні і не міг там нічого змінити, інакше йому загрожувало до 15 років ув'язнення. Тоді ж від його імені у табірній стінгазеті була опублікована замітка з нападками на А. Д. Сахарова, якої раніше він навіть не бачив. У тому ж квітні в газеті «Неделя» № 16 була опублікована стаття про Болонкіна «Прозріння» (автори Л. Колосов і Д. Мещанінов).
8 лютого Верховний суд Бурятської АРСР, розглянувши чергову справу Болонкіна за обвинуваченням за ст. 70 ч. 2 КК РРФСР, засудив його до 1 року позбавлення волі (кінець цього року — в квітні) і 5 років заслання. Йому надали кімнату в Улан-Уде (вул. Павлова, 70 кв. 11) та місце старшого наукового співробітника в Східно-Сибірському технологічному інституті на кафедрі обчислювальної техніки і в конструкторському бюро заводу «Теплоприбор».
У 1985 році Болонкін заявив про відмову від телевізійного інтерв'ю, як даного під тиском КДБ, і виступив з вимогою дати йому можливість емігрувати з СРСР. За його словами, їм було отримано кілька відмов, а КДБ почав фабрикацію нової справи.

### Еміграція, робота в США
У 1988 року виїхав в США як політичний біженець. У Сполучених Штатах він читав лекції в Нью-Йоркському університеті (NYU), Міському університеті Нью-Йорка (CUNY) та інших університетах і працював в NASA старшим науковим співробітником і в наукових лабораторіях ВПС США старшим науковим співробітником Національної дослідницької ради. Пізніше він працював в Ізраїлі головним науковим співробітником компанії Strategic Technology Solutions Group.
Болонкін був членом ради директорів Міжнародного космічного агентства і головою секції космічних польотів.
Він також був членом консультативної ради Lifeboat Foundation та його ради з космічних поселень. З 1990 року президент-засновник Міжнародної асоціації колишніх радянських політичних в'язнів та жертв комуністичного режиму (IASPPV), він також був співзасновником і співголовою ARA, організації по захисту цивільних прав та прав людини російських американців.
21 листопада 1990 року реабілітований за вироком 23 листопада 1973, 22 березня 1991 р. — за вироком 8 лютого 1982, обидва рази «за відсутністю складу злочину».

## Праці
- Bolonkin, Alexander (2005). Non Rocket Space Launch and Flight. Elsevier. ISBN 978-0-08044-731-5.
- Bolonkin, Alexander (2006). New Concepts, Ideas and Innovations in Aerospace, Technology and Human Sciences. NOVA. ISBN 978-1-60021-787-6.
- Bolonkin, Alexander (2011). Femtotechnologies and Revolutionary Projects. LAMBERT. ISBN 978-3-8473-2229-0.
- Bolonkin, Alexander (2011). Life and Science. LAMBERT. ISBN 978-3-8473-0839-3.
- Bolonkin, Alexander (2010). Universe, Human Immortality and Future Human Evaluation. Elsevier. ISBN 978-0124158016.
- Bolonkin, Alexander and Richard Cathcart (2007). Macro-Projects: Environments and Technologies. NOVA. ISBN 978-1-60456-998-8.
- Bolonkin, Alexander (2010). Memories of Soviet Political Prisoner. Publish America. ISBN 978-1-4489-4414-9.
- Bolonkin, Alexander (2014). Innovations and New Technologies (v2). LULU. ISBN 978-1-312-62280-7.

### Додаткові джерела
- фейлетон про Болонкіна і його процес. // «Правда Бурятії» 12 жовтня 1978.